# Хазелофф, Райнер
Райнер Ха́зелофф (нем. Reiner Haseloff; род. 19 февраля 1954, Бюльциг, округ Галле, ГДР) — немецкий политик. Член Христианско-демократического союза Германии. С 2011 года премьер-министр земли Саксония-Анхальт.

## Биография
С 1972 по 1973 год проходил службу в армии.
С 1973 по 1978 год изучал физику в Дрезденском техническом университете и Берлинском университете имени Гумбольдта.
С 1978 по 1990 год работал научным сотрудником Института по охране окружающей среды в Виттенберге.
С 1990 по 1992 год — заместитель главы района Виттенберг.
С 2006 года — министр экономики и труда земли Саксония-Анхальт.
19 апреля 2011 был избран премьер-министром земли Саксония-Анхальт и сменил Вольфганга Бёмера, занимавшего этот пост 9 лет.
1 ноября 2020 года в порядке очереди занял на один год кресло председателя бундесрата.